# Lathyrusbij
De lathyrusbij (Megachile ericetorum) is een vliesvleugelig insect uit de familie Megachilidae. De wetenschappelijke naam is gepubliceerd in 1841 door Lepeletier.